# Będzieciech
Będzieciech [bɛ̃ˈd͡ʑɛt͡ɕɛx] – staropolskie imię męskie, złożone z członu Będzie- ("będzie") oraz -ciech ("uciecha, pociecha"). Może ono oznaczać "tego, który zapowiada radość, pociechę".
Będzieciech imieniny obchodzi 22 czerwca.